# 熊本市立春竹小学校
熊本市立春竹小学校（くまもとしりつ はるたけしょうがっこう）は、熊本県熊本市中央区琴平一丁目にある公立小学校。

## 沿革
- 1873年（明治6年） - 春竹小学校創立
- 1875年（明治8年） - 公立春竹小学校に改称
- 1886年（明治19年） - 春竹尋常小学校に改称
- 1888年（明治21年） - 本荘村中藤小学校と併合し、竹荘尋常小学校に改称
- 1890年（明治23年） - 竹荘小学校を分離し、春竹尋常小学校に改称
- 1921年（大正10年） - 熊本市立春竹尋常高等小学校に改称
- 1941年（昭和16年） - 熊本市立春竹国民学校に改称
- 1947年（昭和22年） - 熊本市立春竹小学校に改称

## 委員会
- 企画委員会
- 音楽委員会
- 広報・掲示委員会
- 体育委員会
- 保険委員会
- 給食委員会
- 生活・安全委員会
- 環境委員会
- 図書委員会
- 緑化委員会
- 放送委員会

## クラブ活動

### 運動部
- サッカー部
- 野球部
- 女子バスケットボール部
- 水泳・バドミントン部

### 文化部
- 器楽部